# Pyongyang (fumetto)
Pyongyang è un fumetto autobiografico del fumettista e animatore canadese Guy Delisle pubblicato nel 2003 da L'Association, in cui l'autore descrive il suo soggiorno a Pyongyang, capitale della Repubblica popolare democratica di Corea. Scopo del viaggio, in questo paese chiuso agli stranieri, è quello di supervisionare la realizzazione di una serie di animazione, data in subappalto allo  Studio SEK  da una società occidentale (nel caso specifico l'adattamento in forma di disegni animati della serie di fumetti Papyrus). Il fumetto di Delisle mostra la vita dell'autore durante il suo soggiorno coreano attraverso una serie di aneddoti e di riflessioni.
Nell'estate del 2012 il regista statunitense Gore Verbinski, insieme allo sceneggiatore Steve Conrad, ha acquistato i diritti per portare Pyongyang sul grande schermo , ma il progetto è stato annullato in seguito all'atto di pirateria ai danni della Sony Pictures Entertainment e alle minacce terroristiche .

## Edizioni italiane
Le ristampe italiane del fumetto includono le seguenti edizioni:
- Pyongyang, Edizioni Fusi Orari, 2006, 176 pagine in bianco e nero, formato 16,5 x 23,5, ISBN 9788889674109
- Pyongyang, Edizioni Rizzoli Lizard, 2013, 184 pagine in bianco e nero, formato 17 x 24, ISBN 9788817064125.

### La storia
Delisle arriva a Pyongyang portando con sé, oltre agli oggetti che ha avuto il permesso di portare nel paese, il romanzo di George Orwell 1984, dei CD di Aphex Twin, Acid jazz e di reggae, e dei regali come delle sigarette Gitanes e del cognac Hennessy.
Delisle incontra dei vecchi colleghi che lavorano su un adattamento di Corto Maltese. Egli incontra anche dei vecchi diplomatici, dei collaboratori di Organizzazioni non governative e degli uomini d'affari, come degli ingegneri francesi venuti a installare un'antenna TV ad alta definizione.
Durante la sua visita, durata due mesi, Delisle soggiorna all'hotel Yanggakdo e incontra altri stranieri che stanno all'hotel Koryo. Accompagnato dalla sua guida come esige la legge, visita la statua di Kim Il-Sung, la Metropolitana di Pyongyang, il Club diplomatico (l'antica ambasciata russa), l'Arco di trionfo, l'USS Pueblo, l'hotel Ryugyong, la Taekwondo Hall, e il Museo dell'Occupazione Imperiale.
Delisle è sorpreso dall'assenza di persone affette da disabilità, dalla musica di propaganda nord-coreana, dal culto della personalità per il vecchio leader Kim Il-Sung e per il leader dell'epoca Kim Jong-Il, dall'obbligo di farsi accompagnare in ogni momento dal suo traduttore e guida, dalla Coca-Cola e delle begonia kimjongilia dedicata al leader. Allo stesso modo nota il lavaggio del cervello imposto agli abitanti, anche se questi ultimi lo negano totalmente. Per esempio, quando Delisle interroga la sua guida a proposito dei disabili a Pyongyang, questo gli risponde con sincerità sconcertante che la Corea del Nord non ne ha, che i bambini della «razza coreana» nascono senza deficienze fisiche, forti ed intelligenti.

### I personaggi e i temi
Come in Shenzhen, cui Pyongyang assomiglia molto , Delisle si focalizza sulle difficoltà dell'animazione delocalizzata, l'incomunicabilità con gli Asiatici e l'incapacità a comprendere i loro costumi ed adottare il loro modo di vivere. Comunque, non potendo ripetere esattamente gli stessi schemi umoristici di Shenzen, si concentra sul racconto delle «assurdità generate dal regime dittatoriale più paradossale che si possa immaginare». Il tono del fumetto appare ancora più disincantato di quello di Shenzen, non avendo Delisle altra scelta che piegarsi al contesto particolare di una società fossilizzata. La sua testimonianza è quella di un uomo che effettua un soggiorno relativamente breve nel paese, cosa che gli permette di osservare con un certo distacco.